# ..Cuz a D.U. Party Don't Stop!
..Cuz a D.U. Party Don't Stop! è il sesto e ultimo album in studio del gruppo hip hop Digital Underground, pubblicato nel 2008, a dieci anni di distanza dal disco precedente.

## Tracce
1. Eat Boiled Peanutz – 1:29
2. Who's Bumpin' – 5:26
3. Cali Boogie – 3:15
4. Lettuce in the Club – 3:22
5. More Manure – 3:48
6. Blue Skyy – 4:52
7. Hoo's Hoo – 1:36
8. Meeheadsoon – 3:23
9. Soundcheckin' – 1:12
10. Step Up – 3:47
11. Thuglife Party – 1:52
12. Family Freestyles – 5:20
13. Channel Surfin' – 1:17
14. All About You – 2:44
15. Children of the Sun – 3:50
16. Four One Four – 4:14
17. Everything Ya Done 4 Me – 3:39
18. Sex Packets Unplugged – 4:04